# Костянтин Ніколаєв
Костянтин Юрійович Ніколаєв (також транслітеровано як Ніколаєв) (російська Константин Юрьевич Николаев; нар. 5 березня 1971, Дніпропетровськ, УРСР) — російський мільярдер і бізнесмен, який фінансово підтримує Марію Бутіну співвласник Тульського патронного заводу, який постачає великі обсяги боєприпасів російським військам під час російсько-української війни, Компанії Американський Етан, N-Trans і Globaltrans, найбільшого приватного залізничного оператора Росії, СНД і Балтії. Знаходиться під санкціями України. За даними Forbes, у 2019 році статки Ніколаєва оцінювали в 1,2 мільярда доларів.
Через Ігоря Левітіна, Олексія Мордашова, Аркадія Ротенберга, Геннадія Тимченка та Олександра Волошина Ніколаєв є партнером і близьким соратником багатьох осіб із найближчого оточення Володимира Путіна.

## Біографія
Костянтин Ніколаєв народився у Дніпропетровську 5 березня 1971 року
У 1996 році Ніколаєв, Нікіта Мішин, Андрій Філатов та Олексій Мордашов створили компанію «Северстальтранс» (російська "Северстальтранс"). Мордашову належить 50 % акцій, а іншим трьом належать рівні частки решти акцій. У 1996 році Ігор Левітін став співробітником «Северстальтранса» і з 1998 по 2004 рік був заступником директора з транспортного машинобудування, залізничного транспорту та експлуатації морських портів На початку 2008 року Мордашов продав свої 50 % акцій «Северстальтрансу» Ніколаєву, Мішину та Філатову, після чого «Северстальтранс» змінив назву на «Н-Транс» (російська "Н-Транс"). У 2008 році 70 % акцій Globaltrans належало Н-Транс. У 2008 році 30 % акцій кіпрської компанії Globaltrans Investments Plc були виставлені на IPO в липні 2012 року в Лондоні за 520 доларів США. мільйон.
Костянтин Ніколаєв у 2012 став великим інвестором американської компанії Компанії Американський Етан і входить до її правління.
Перебуваючи на посаді міністра транспорту РФ з 20 травня 2004 по 2012 рік, Ігор Левітін у 2010 році забезпечив «Мостотрест» будівництвом платних доріг мережі федеральних трас Росії. За матеріалами журналу Finance (рос. Журнал «Финанс») у лютому 2011 року Ніколаєв як співвласник холдингової групи «Н-Транс» потрапив до 117-го рейтингу найбагатших росіян з оціночним статком у 920 мільйонів доларів США, що було майже таким же чином, як і його бізнес-партнери Микита Мішин посіли 116-е місце в рейтингу зі статками приблизно 920 мільйонів доларів США та Андрій Філатов. 118-й вартістю приблизно 920 мільйонів доларів. У 2010 році кожен з них оцінювався в 690 мільйонів доларів, згідно з журналом Finance.
Наприкінці 2011 року Ніколаєв і Мішин продали Геннадію Тимченку свої 13 % акцій за $150-200. млн в «Трансойл», який є одним з найбільших залізничних перевізників нафти і нафтопродуктів в Росії.
У 2014 році Ніколаєв, Михайло Юр'єв, Андрій Кунатбаєв, Роман Абрамович, Олександр Абрамов і Олександр Волошин стали мажоритарними інвесторами в Компанії Американський Етан разом з американцем Джоном Хауталінгом II. Після того, як Роман Абрамович відмовився від своїх інвестицій в American Ethane у квітні 2017 року, Ніколаєв, Юр'єв і Кунатбаєв стали співвласниками American Ethane зі спільною часткою 88 %. 
До жовтня 2014 року Ніколаєв та його інвестиційні партнери володіли спільно 31,55 % акцій, а Аркадій Ротенберг володів іншими 68,45 % акцій Marc O'Polo Investments, які володіли 38,63 % акцій великої дорожньо-будівельної компанії Мостотрест (російська "Мостотрест"), але в жовтні 2014 року після того, як Ротенберг потрапив під міжнародні санкції через втручання Росії в Україну та російську анексію Криму, Ротенберг передав свою частку своєму синові Ігорю. У квітні 2015 року Marc O'Polo investments продала свою частку в Мостотресті НПФ «Благосостояние» (російська НПФ "Благосостояние").
Ніколаєв, Мішин і Філатов володіють 34,5 % Globaltrans (по 11,5 % на кожного), але продали активи стивідорної та портової холдингової компанії Global Ports у грудні 2017 року. Група «Дело» Сергія Шишкарьова придбала частки Ніколаєва, Мішина та Філатова в Global Ports, що включає управління портами на Першому контейнерному терміналі, Петролеспорті, Контейнерному терміналі в Усть-Лузі та Moby Dick на північному заході Росії; Східна стивідорна компанія на Далекому Сході; і дві у Фінляндії: Multi-Link Helsinki та Multi-Link Kotka.
Ніколаєв є головним інвестором компанії із супутникових знімків, яка постачає секретні знімки російському уряду, яка отримала ліцензію на секретну розвідку від ФСБ .
Ніколаєв є учасником організації Право на зброю рос. Право на оружие), заснованої 13 серпня 2011 року. Хоча Ніколаєв підтримує лібералізацію власності на зброю в Росії в 2011 році, Володимир Лісін, який є головою Російського стрілецького союзу (рос. Российский Стрелковый Союз), виступив проти Ніколаєва.
Протягом літа 2013 року як інвестор Ніколаєв через своїх менеджерів активно обговорював з Олександром Тарасовим, який є представником Інституту Циклон і сином Віктора Тарасова, який є власником Інституту Циклон,  і посередник Олексій Бесєда, який є сином Сергія Бесєди про виробництво матриць для тепловізорів і «фотоелектронних приладів». Ніколаєв підтримує ФСБ у розробці приладів нічного бачення для російських військ, щоб уникнути санкцій, які заважають Росії отримати спеціальну матрицю, необхідну для міні-дисплеїв, яку можна було отримати лише від ЄС та США до санкцій проти Росії у 2014 році.
У січні 2016 року Костянтин Ніколаєв, його дружина Світлана Ніколаєва та Марія Бутіна були присутні на інавгурації Дональда Трампа на пост президента США.
Під час війни Росії проти України Тульський патронний завод, співвласником якого є Ніколаєв та Ігор Ротенберг (оголошено 2 лютого 2017 року)  поставив велику кількість боєприпасів для підтримки російських військ.
Ніколаєву належить виноробня La Madonnina в Болгері, Тоскана, яку він придбав за 4 млн євро. Ріккардо Котарелла, який є енологом, очолює асоціацію італійських виноробів (італ. Assoenologi) і разом зі своїм братом Ренцо виробляє вино під брендом Familia Cotarella, є менеджером як La Madonnina esate, так і льоху для Ніколаєва. 

## Санкції
Станом на липень 2023 року Україна ввела санкції проти Костянтина Ніколаєва і Світлани Ніколаєвої. Жодна інша країна поки не наклала санкцій на Костянтина Юрійовича Ніколаєва, його дружину Світлану Іванівну Ніколаєву, їх сина Андрія Костянтиновича Ніколаєва чи інших членів родини.
За словами Іллі Яшина (рос. Илья Яшин), який є критиком Путіна та перебуває у в'язниці в Росії за його порушення законів на підтримку Росії під час російсько-української війни, сім'я Костянтина Ніколаєва, оборонні заводи в Росії, NRA, Дональд Трамп, лоббі Трампа щодо зброї, Стівен Сігал, Бутіна Марія та інші підтримують і фінансують Росію під час її війни в Україні та фактично заблокували більш відповідні санкції. Ілля Яшин також стверджує, що двадцятирічна угода на 26 мільярдів доларів між фірмою Костянтина Ніколаєва American Ethane щодо постачання етану до Китаю перешкоджає посиленню санкцій. За словами Яшина, Світлана і Костянтин Ніколаєви також зустрічалися з королем Карлом III.

## Особисте життя
Одружений, має п'ятеро дітей.
Костянтин Ніколаєв і вся його сім'я є громадянами Мальти, а його діти — жителями Швейцарії.
Його дружина Світлана Іванівна Ніколаєва (російська Светлана Ивановна Николаева), яка захоплюється стрільбою, володіє ORSIS,  російською збройовою компанією, яка постачає снайперські гвинтівки для СВР, ФСО та Нацгвардії Росії, а в жовтні 2022 року гвинтівки ORSIS пройшли випробування Міністерства оборони Росії.
З 2010 року Костянтин Ніколєв був інвестором компанії дружини. З 2010 року він і родина Ротенбергів є співвласниками збройової фірми ТОВ «Промтехнологія» (рос. ООО «Промтехнология»), яка виробляє снайперські гвинтівки Orsis.
Заступником гендиректора ТОВ «Промтехнологія» є Олексій Рогозін, який доводиться племінником Дмитра Рогозіна і курує ВПК. Стівен Сігал є платним промоутером гвинтівок ORSIS. У 2015 році Марія Бутіна провела для багатьох американців, деякі з яких пов'язані з Національною стрілецькою асоціацією Америки (NRA), зокрема Джо Грегорі, Девіда Кіна, Девіда Олександра Кларка-молодшого та Піта Браунела, екскурсії подольським заводом «Промтехнології», який виробляє ORSIS. гвинтівки, а також доступ до Дмитра Рогозіна.
Його син Андрій Ніколаєв (російська Андрей Константинович Николаев) вчився у США як студент Колумбійського університету в Нью-Йорку протягом 2016 року та був волонтером у штабі Дональда Трампа під час його президентської кампанії у 2016 році. Під час навчання в Колумбійському університеті Андрій Ніколаєв був дуже активним лідером університетської республіканської спільноти (GOP), яка зустрілася з Майком Черновічем.